# Авенариусы
Авена́риусы — дворянский род.
Ещё со времён Лютера предки российских Авенапиусов были профессорами и проповедниками. В начале XIX века один из них, сын абоского профессора, переселился в Россию, где стал именоваться Александром Егоровичем. Умер пробстом и членом Санкт-Петербургской лютеранской консистории. Его сын Пётр Густав (1794—1854) был лютеранским пастором и законоучителем Александровского лицея и др. заведений и выслужил российское дворянство (в 1845?). Из его 15-ти детей трое сыновей достигли чинов, также дающих право на потомственное дворянство:
- Николай Петрович (1834—1903) — действительный статский советник.
- Михаил Петрович (1835—1895) — действительный статский советник.
- Василий Петрович (1839—1923) — тайный советник.

Авенариусы внесены в дворянские книги Санкт-Петербургской (1847) и Киевской губерний.